# Bisbat de Kwito-Bié
El Bisbat de Kwito-Bié  (portuguès: Diocese de Kwito-Bié; llatí: Dioecesis Kvitobiensis) és una seu de l'Església Catòlica a Angola, sufragània de l'arquebisbat de Huambo. El 2013 tenia 806.639 batejats al voltant de 1.295.000 habitants. Actualment és dirigida pel bisbe José Nambi.

## Territori
La diòcesi comprèn la ciutat de Kuito a la província de Bié, on s'hi troba la catedral de São Lourenço. El territori es divideix en 134 parròquies.

## Història
La diòcesi de Silva Porto fou erigida el 4 de setembre de 1940 con amb la butlla Sollemnibus Conventionibus del papa Pius XII, aplegant territori de la diòcesi d'Angola i Congo (avui arquebisbat de Luanda). Originàriament era sufragània de l'arxidiòcesi de Luanda.
El 25 de novembre de 1957 i l'1 de juliol de 1963 va cedir porcions del seu territori a l'avantatge de l'erecció respectivament de les diòcesis de Malanje (avui arcidiòcesi) i de Luso (avui bisbat de Lwena).
El 3 de febrer de 1977 entrà a formar part de la província eclesiàstica de l'arquebisbat de Huambo. El 16 de maig de 1979 va assumir el nom actual.

## Cronologia de bisbes
- Antonio Ildefonse dos Santos Silva, O.S.B. † (3 novembre 1941 - 17 agost 1958 mort)
- Manuel António Pires † (23 setembre 1958 - 15 juny 1979 dimitit)
- Pedro Luís António † (15 juny 1979 - 15 gener 1997 retirat)
- José Nambi (15 gener 1997 -)

## Estadístiques
A finals del 2013, la diòcesi tenia 806.639 batejats sobre una població de 1.295.000 persones, equivalent al 62,3% del total.
| any  | població | població  | població | sacerdots | sacerdots       | sacerdots       | sacerdots             | diaques | religiosos | religiosos | parroquies |
| ---- | -------- | --------- | -------- | --------- | --------------- | --------------- | --------------------- | ------- | ---------- | ---------- | ---------- |
| any  | batejats | total     | %        | total     | clergat secular | clergat regular | batejats por sacerdot | diaques | homes      | dones      |            |
| 1950 | 63.536   | 943.529   | 6,7      | 46        |                 | 46              | 1.381                 |         | 42         | 15         | 2          |
| 1969 | 243.743  | 600.000   | 40,6     | 56        | 12              | 44              | 4.352                 |         | 66         | 82         | 26         |
| 1980 | 329.000  | 723.000   | 45,5     | 9         | 3               | 6               | 36.555                |         | 8          | 15         | 22         |
| 1990 | 326.300  | 767.000   | 42,5     | 6         | 1               | 5               | 54.383                |         | 9          | 26         | 24         |
| 1999 | 415.655  | 981.179   | 42,4     | 15        | 11              | 4               | 27.710                |         | 12         | 34         | 10         |
| 2000 | 420.344  | 985.120   | 42,7     | 12        | 10              | 2               | 35.028                |         | 5          | 30         | 11         |
| 2001 | 426.774  | 995.991   | 42,8     | 15        | 13              | 2               | 28.451                |         | 5          | 37         | 11         |
| 2002 | 432.626  | 1.000.131 | 43,3     | 17        | 13              | 4               | 25.448                |         | 7          | 37         | 11         |
| 2003 | 440.627  | 1.001.914 | 44,0     | 18        | 13              | 5               | 24.479                |         | 10         | 35         | 11         |
| 2004 | 453.347  | 1.016.688 | 44,6     | 18        | 13              | 5               | 25.185                |         | 9          | 41         | 11         |
| 2013 | 806.639  | 1.295.000 | 62,3     | 32        | 21              | 11              | 25.207                |         | 32         | 60         | 134        |